# ロヴィナ・ビーチ
ロヴィナ・ビーチ（インドネシア語: Pantai Lovina, 英語: Lovina Beach）は、インドネシア共和国バリ島北部のビーチリゾート地。バリ州ブレレン県の県都シガラジャの西方に位置し、行政的には（東から）ブレレン県ブレレン郡トゥカドムンガ村、アントゥラン村、カリブブク村、バンジャル郡カリアスム村、トゥムクス村の村々に分かれる。中心はカリブブク村。
ロヴィナの語はバリ語やインドネシア語起源ではなく、英語起源である。キリスト教に改宗したブレレン最後の王が、改宗を記念して「愛」(love)と「心の中」(in)からLovinaと命名した、道の名前によると言われる。
ラヤ・シガラジャ通りが海岸と並行して走り、この通り沿いと、通りと海岸の間に、多くのホテルが立ち並ぶ。ダイビング、シュノーケリング、イルカウォッチングなどのレジャーが観光客を楽しませる。
海岸は全体として西北向きであるが、海岸線の曲がり方により、北向きまたは西向きの海岸が多い。西向きの海岸では、海に沈む太陽が望める。

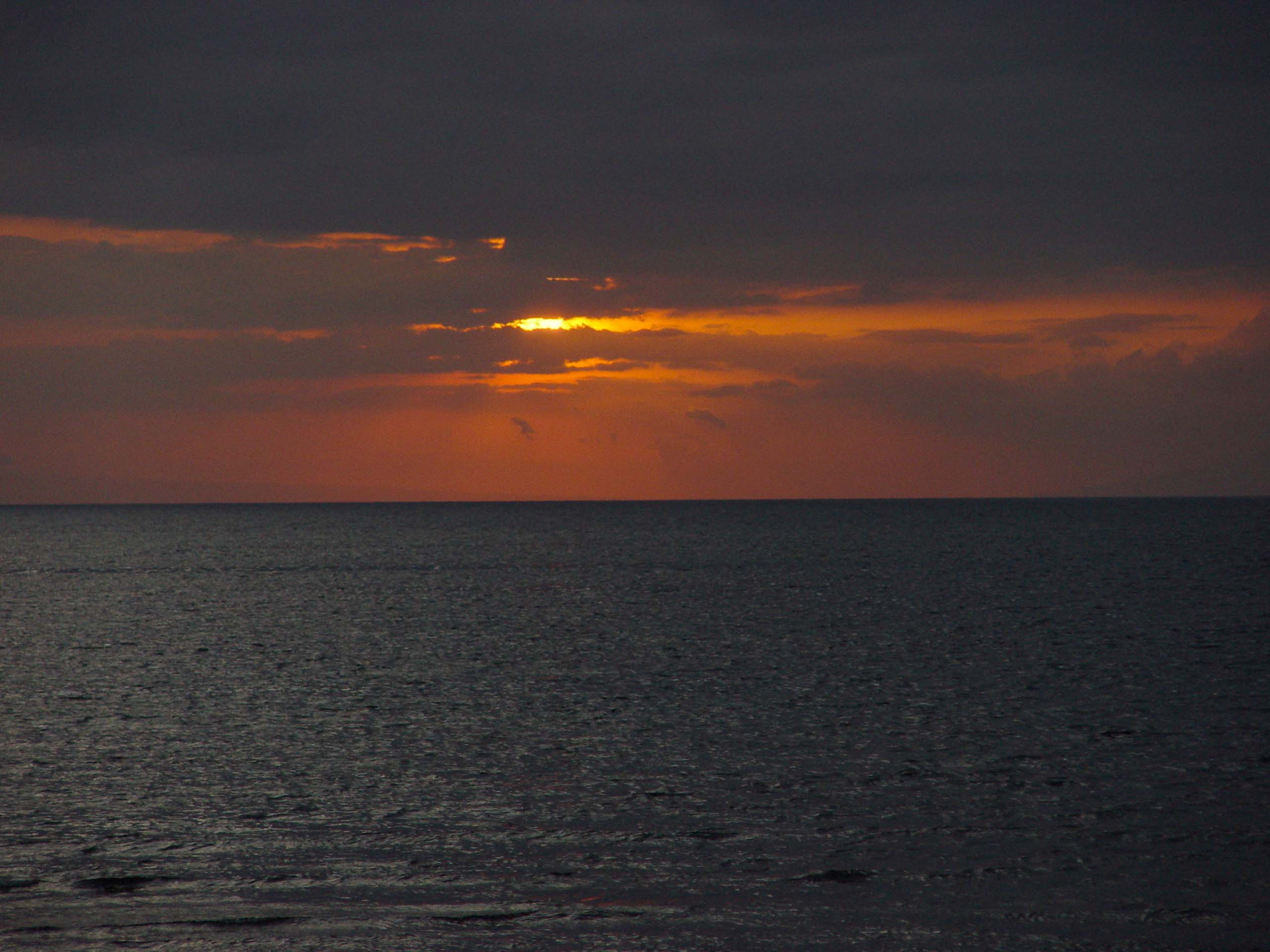
日没
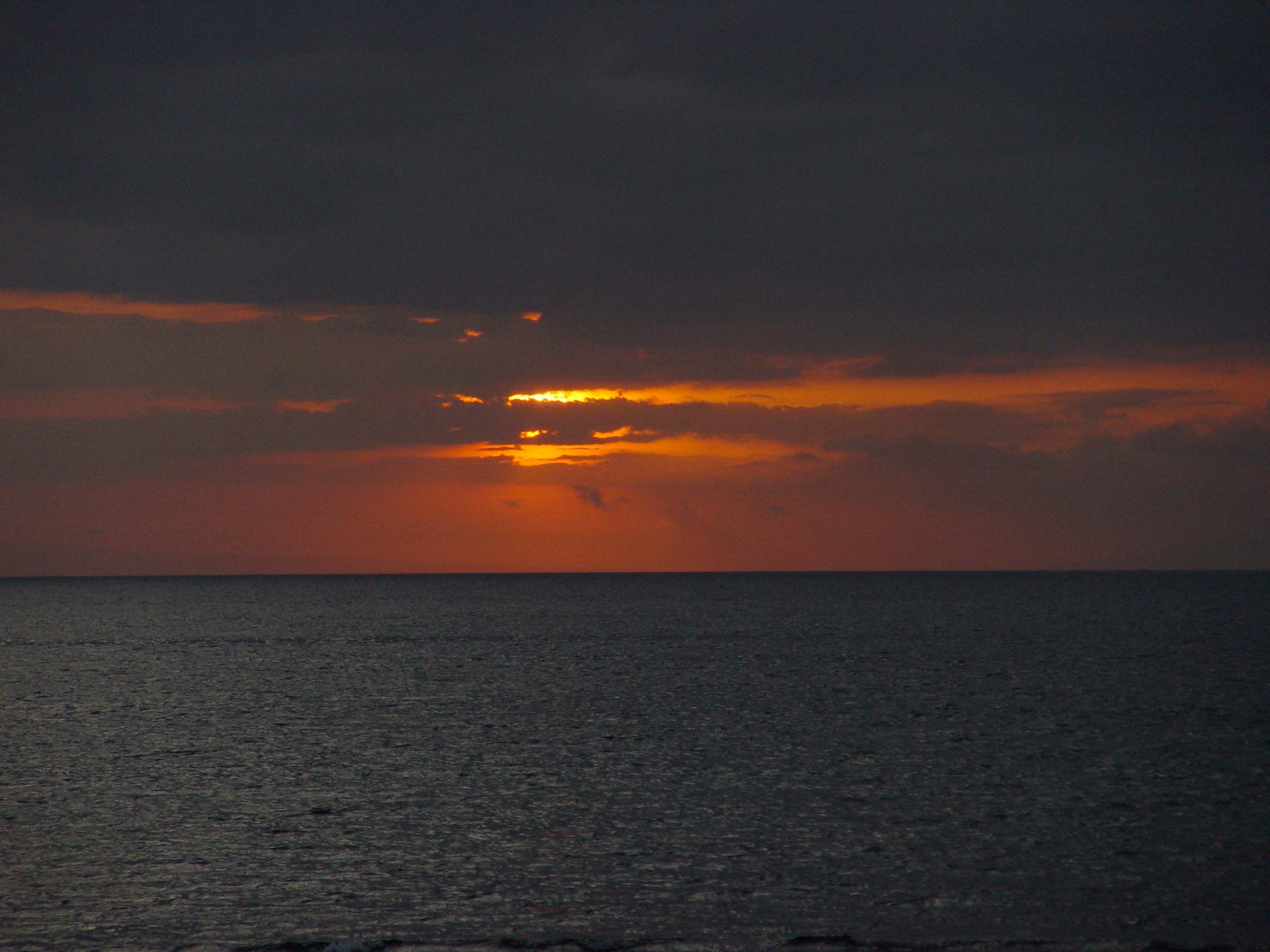
日没
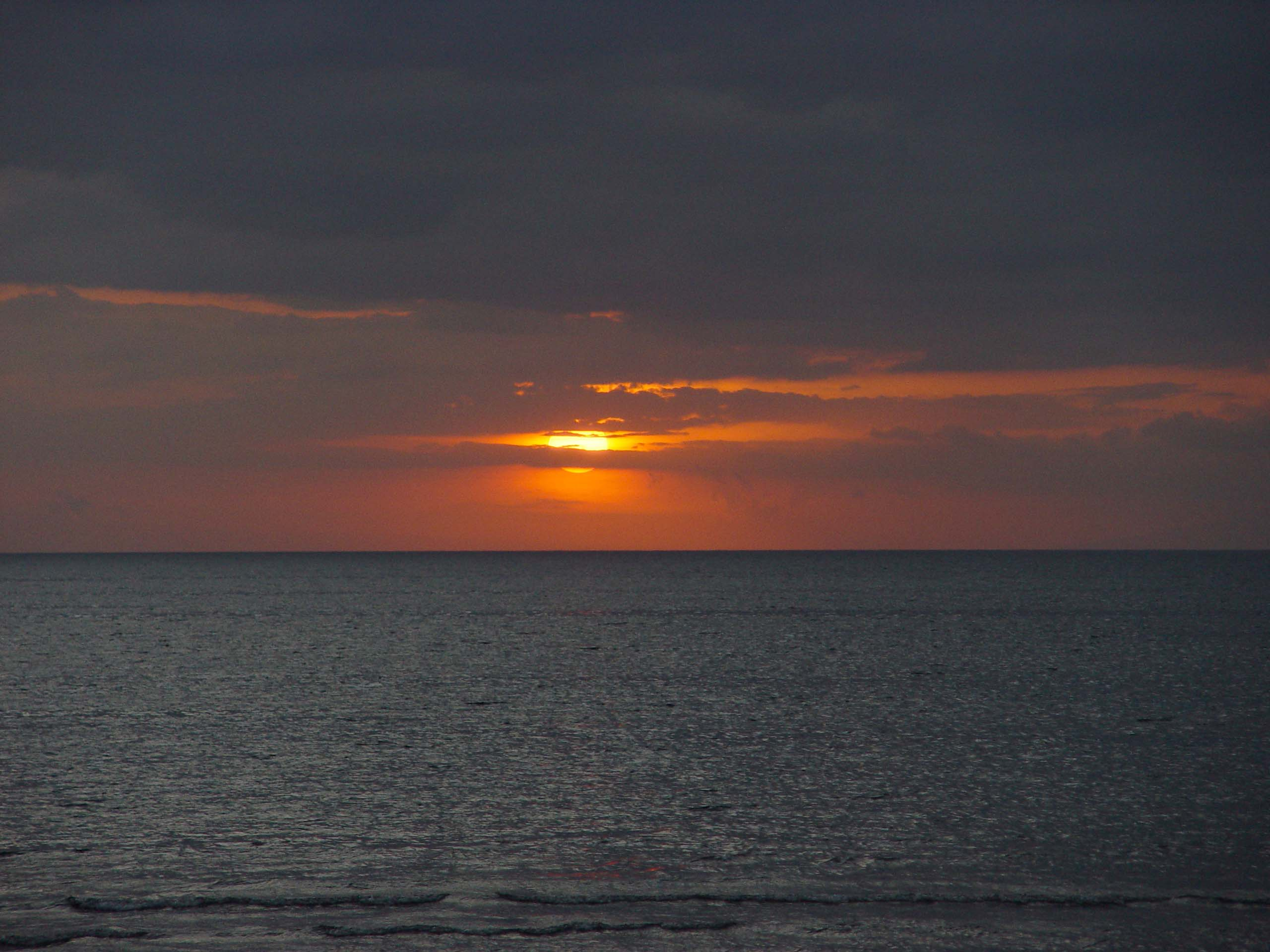
日没
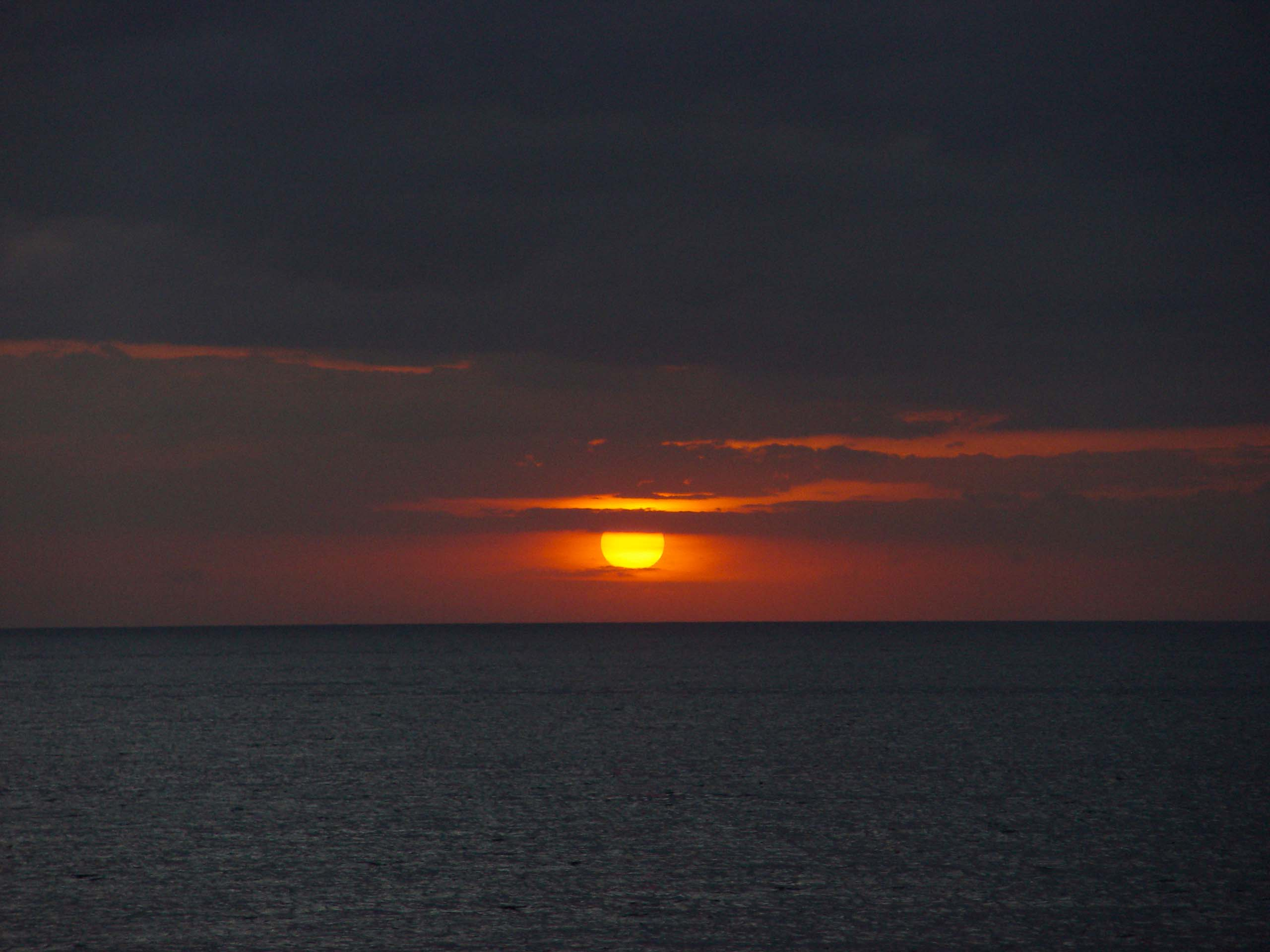
日没
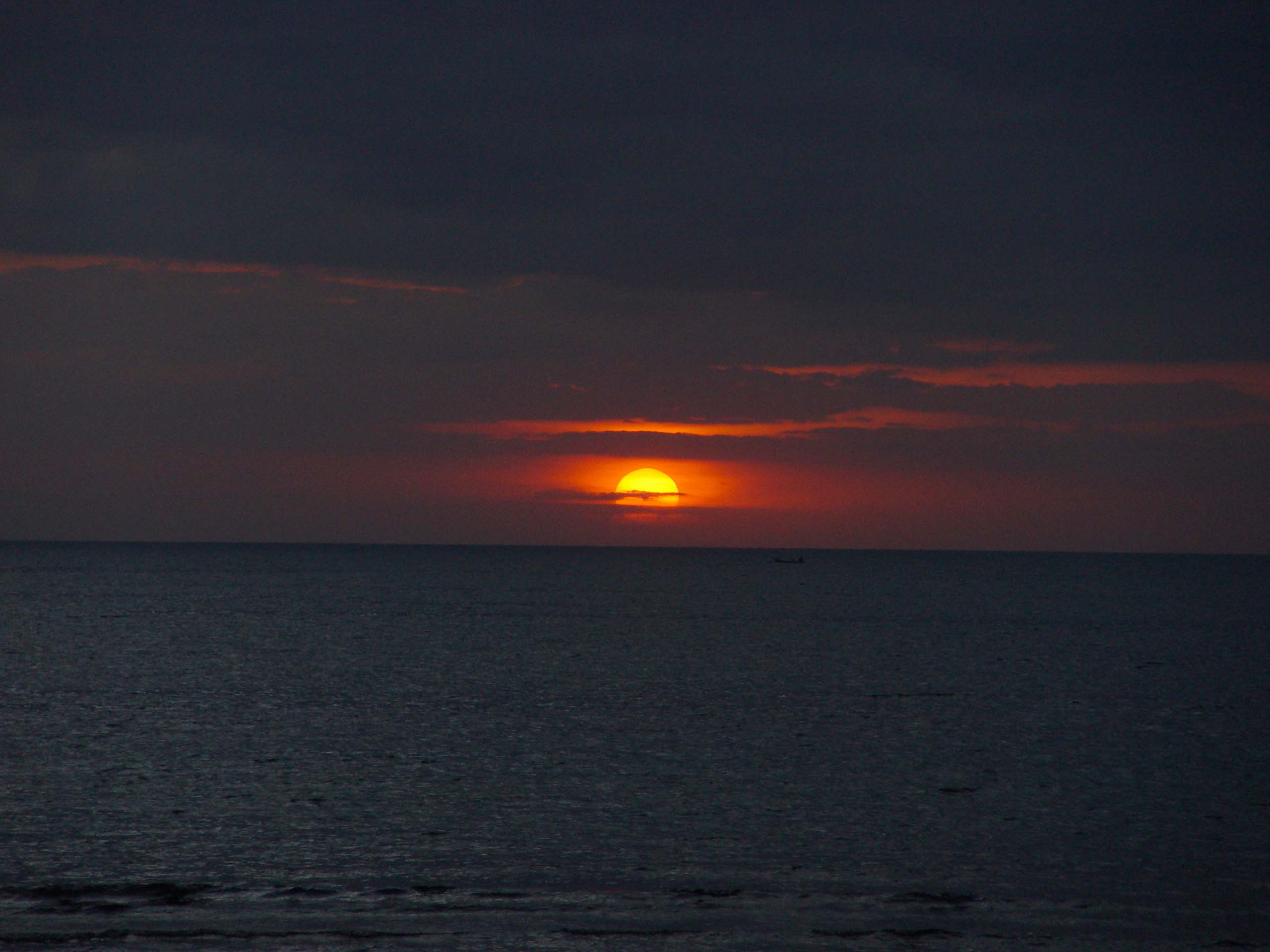
日没
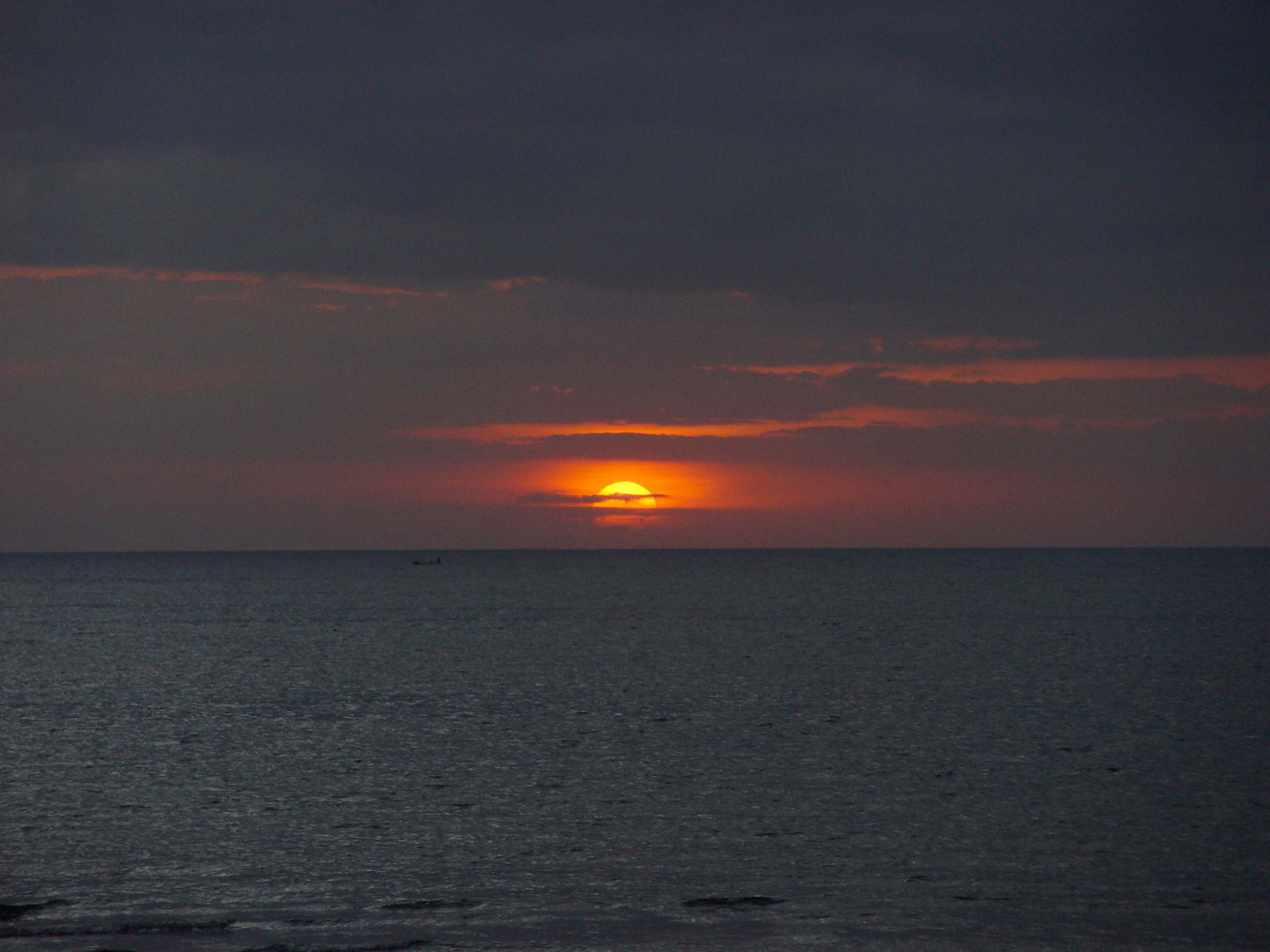
日没
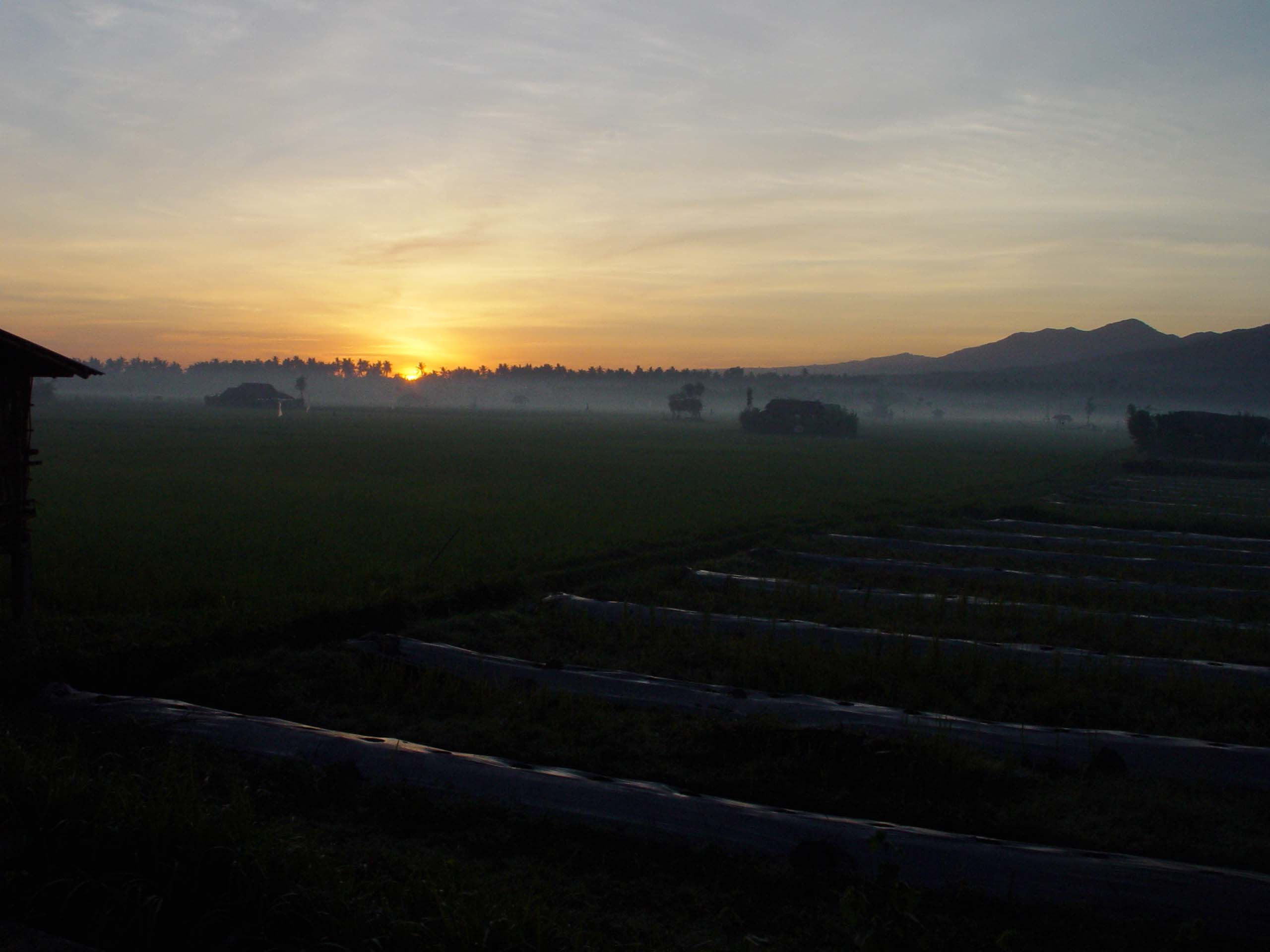
日の出はバリの大地から。
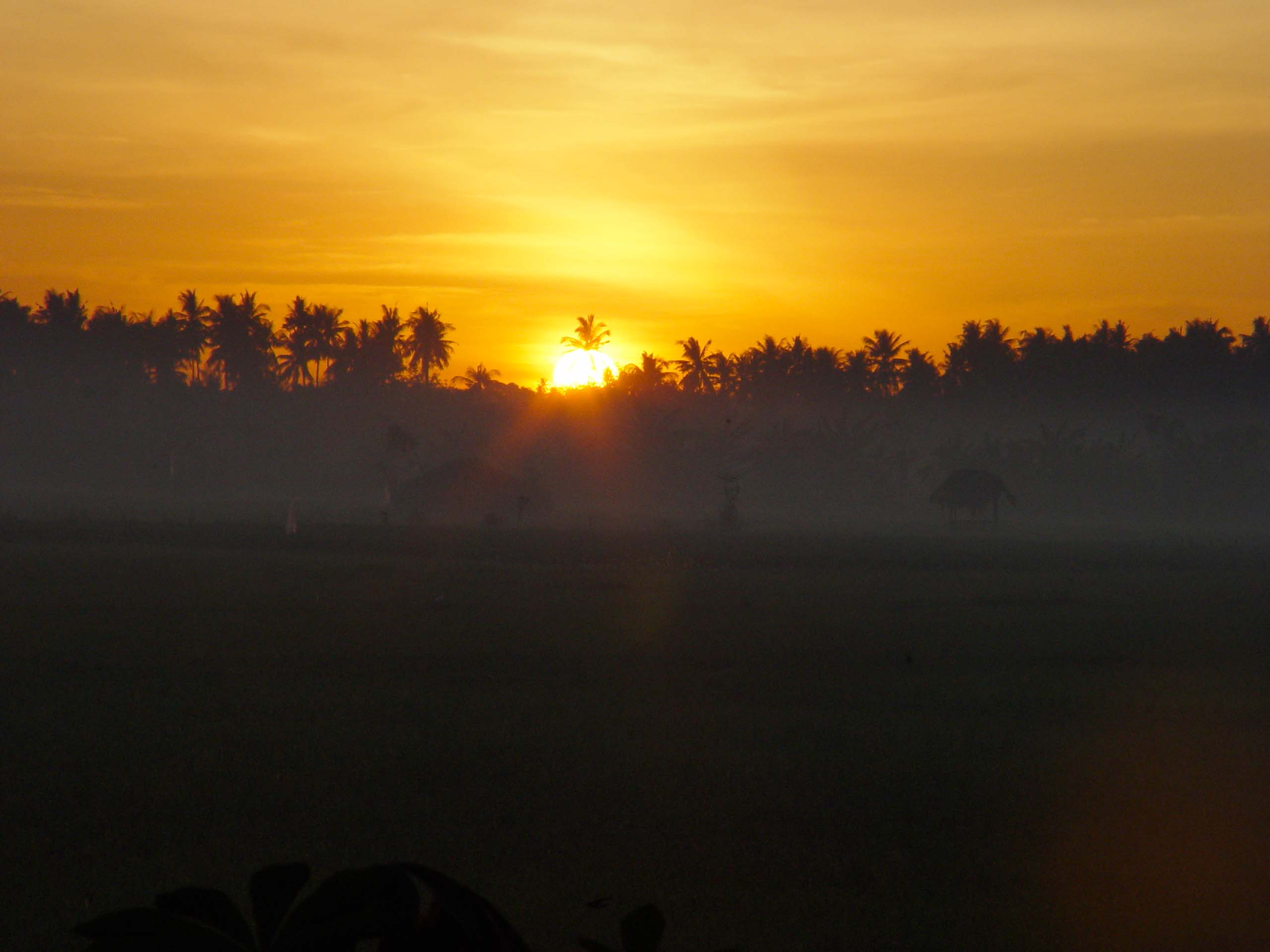
日の出
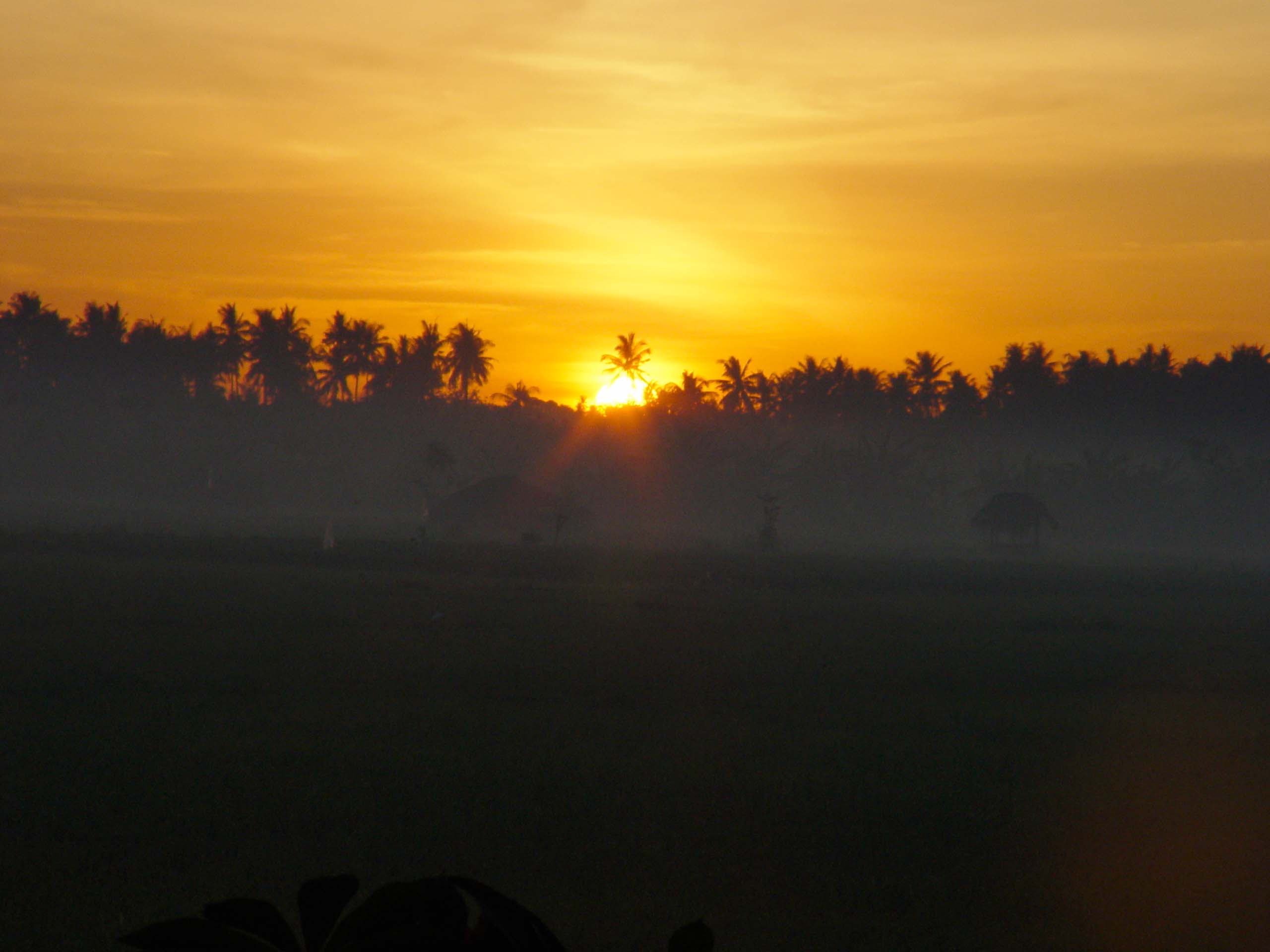
日の出